# Erin Kellyman

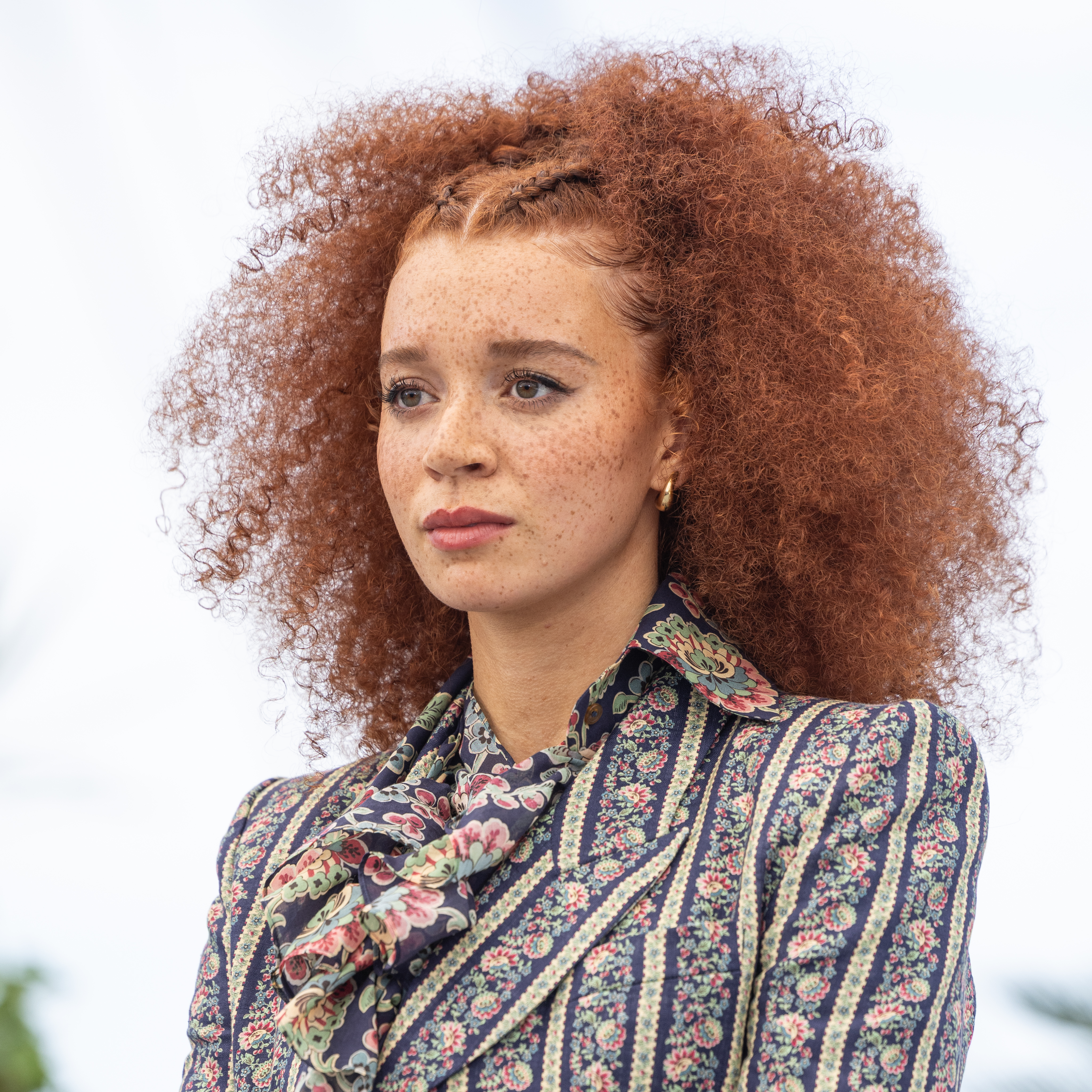
Erin Kellyman (2025)

Erin Mae Kellyman (* 17. Oktober 1998 in Birmingham, Vereinigtes Königreich) ist eine britische Schauspielerin.

## Leben und Karriere
Erin Kellyman stammt aus Tamworth in Staffordshire, die Schauspielerin Amelia Kellyman ist ihre Schwester, genau wie Musicaldarstellerin Freya Kellyman.
Ihren ersten Auftritt hatte Kellyman 2015 in der Fernsehserie Raised by Wolves auf dem britischen Sender Channel 4. Es folgten Rollen in weiteren Fernsehserien, bevor sie 2018 in der Rolle der Enfys Nest in Solo: A Star Wars Story international bekannt wurde.
2021 verkörperte sie die Rolle der Karli Morgenthau in der Marvel-Serie The Falcon and the Winter Soldier.

## Filmografie
- 2015–2016: Raised by Wolves (Fernsehserie)
- 2016: The Coopers vs the Rest (Fernsehserie)
- 2017: Uncle (Fernsehserie)
- 2018: Solo: A Star Wars Story
- 2018: Les Misérables (Fernsehserie)
- 2018: Don’t Forget the Driver (Fernsehserie)
- 2019: Masterpiece (Fernsehserie)
- 2020: Life (Fernsehserie, 6 Folgen)
- 2021: The Falcon and the Winter Soldier (Fernsehserie, 6 Folgen)
- 2021: The Green Knight
- 2022: Top Boy (Fernsehserie, 3 Folgen)
- 2022–2023: Willow (Fernsehserie, 8 Folgen)
- 2024: Lilies Not for Me
- 2024: Blitz
- 2025: Eleanor the Great
- 2025: 28 Years Later